# Лъчезар Цоцорков
Проф. д-р Лъчезар Димитров Цоцорков е български стопански деец.

## Биография
Лъчезар Цоцорков е роден на 16 октомври 1945 г. в Панагюрище. Завършва средното си образование в гимназия „Нешо Бончев“ в родния град, а висше – в Техническия университет /Висш машинно-електротехнически институт/ в град София, специалност „Подемно-транспортни, строителни и минни машини“. Специализира мениджмънт и маркетинг в България, Австрия и Япония.
Постъпва на работа в Ремонтно-механичния цех на Минно-обогатителен комплекс „Медет“ през 1971 г. като стипендиант на предприятието. През периода 1979 – 1985 г. ръководи изграждането на нова площадка на завод „Оборище“ – Панагюрище (днес „Яна“).
През 1986 г. става главен директор на Технологичен минно-обогатителен комплекс „Асарел-Медет“. Работи за изграждане и пускането в експлоатация на новите мощности на рудник и обогатителна фабрика „Асарел“ на 6 декември 1989 г. От 1991 г. е изпълнителен директор на „Асарел-Медет“ ЕАД. През 1998 г., заедно с 2756 свои колеги от предприятието, основава инвестиционното дружество „Асарел-Инвест“ АД, в което по-късно мажоритарен дял придобива австрийската компания „Фьост Алпине Интертрейдинг“ чрез дъщерната си компания ФА „Копър инвест“. Дружеството „Асарел Инвест“ АД, в конкуренция с известна чуждестранна компания от бранша, печели търга за приватизация на 75% от капитала на „Асарел-Медет“ ЕАД през юни 1999 г. През 1999 г. става изпълнителен директор и член на Съвета на директорите на „Асарел-Медет“ АД, а после е председател на Надзорния съвет на „Асарел-Медет“ АД от месец юли 2014 година до смъртта си на 16 май 2017 година.
Носител е на най-високото държавно отличие – орден „Стара Планина – първа степен“, както и на приза „Мениджър на годината 2009“. Той е почетен гражданин на гр. Панагюрище и на гр. Стрелча и дарител за реализацията на многобройни значими проекти и благотворителни каузи в общината и страната. Като меценат на културата многократно е удостояван с наградата „Златен век“ от Министерството на културата.
Обществена активност
През 1991 г. Лъчезар Цоцорков става един от учредителите на Българската минно-геоложка камара, като е преизбиран за неин председател. След изтичането на втория му мандат, на 27 април 2017 г. той е избран за първия ѝ почетен председател. Има активно участие и принос за устойчивото развитие на минната индустрия и поставяне основите на съвременен модел на социален диалог с миньорските синдикати, допринесъл за запазване на социалния мир в трудни за страната години.
От 1992 г. до 2012 г. е член на Управителния съвет на Българска стопанска камара, а от 2012 г. участва в Консултативния съвет на Конфедерацията на работодателите и индустриалците в България. Дългогодишен член на Съвета на директорите на Атлантическия клуб. Участва активно в подпомагането и развитието на читалищното дело, спорта и туризма в община Панагюрище.
Става един от учредителите и първи председател на индустриален клъстер „Средногорие мед“ – Пирдоп и на Сдружение на предприемачите – Панагюрище. От 2000 г. членува в Ротари клуб – Панагюрище. Като изпълнителен директор на „Асарел-Медет“ и председател на Българската минно-геоложка камара активно участва в работата на „Евромин“, Европейски делови конгрес, Глобалния договор на ООН в България и други бизнес асоциации и неправителствени организации. През 2009 г. издава автобиографичната си книга „60 мига от моя живот“. Инициатор е на създаването през 2010 г. на „Реформ Юнион Клуб“ и е избран за негов първи председател.

## Научна дейност
Проф. д-р Лъчезар Цоцорков е член на Международния организационен комитет на световния минен конгрес – Варшава. Участва в Управителните съвети на Научно-техническия съюз по минно дело, геология и металургия и на Българския национален минен комитет от 1994 г. Издава книга по фирмено управление и защитава докторска дисертация пред Висшата атестационна комисия на тема „Основи на фирмената култура в минно-обогатителните комплекси“ през 2000 г. През 2014 г. става почетен професор на Минно-геоложки университет „Свети Иван Рилски“. Изнася лекции по корпоративно управление пред студенти от МГУ „Св. Иван Рилски“ и Нов български университет.
Член е на 3 международни академии в областта на минното дело и минералните ресурси. Има множество публикации в български и чуждестранни научно-технически издания, както и регистрирани патенти и рационализации.

## Критики и противоречия
На 22 февруари 2016 г. панагюрският районен съд признава еколога Борислав Сандов за виновен по обвинение за обида на Цоцорков, като председателя на надзорния съвет на Асарел-Медет.
Сандов нарича Цоцорков „олигарх-отровител“ в статус във Фейсбук. В същото решение съдът признава, че Сандов не излъгал за това, че мината два пъти е отровила река Луда Яна и че адвокатите на Цоцорков са използвали „процедурни хватки“. Решението предизвиква широк медиен отзвук в България и чужбина 